# Georg Schroeter (Politiker)
Georg Paul Schroeter (* 26. August 1950 in Hamm) ist ein deutscher Politiker (AfD). Er ist Mitglied des 21. Deutschen Bundestags.

## Biografie
Schroeter war nach dem Studium zunächst bei einem großen Elektrokonzern tätig. Seit 30 Jahren ist er als Inhaber eines Ingenieurbüros und eines gewerblichen Betriebes selbständig. Er ist Mitglied im Bundesverband mittelständische Wirtschaft. 
Zunächst war Schroeter Mitglied der FDP; nach eigenen Angaben trat er nach dem Tod von Jürgen Möllemann aus dieser Partei aus.
Er ist seit 2013 Mitglied der AfD und Gründungsmitglied des Kreisverbandes Hamm. Seit 2020 gehört er für die AfD dem Rat der Stadt Hamm an.

### Privates
Schroeter ist seit mehr als 50 Jahren verheiratet.